# 5403 Takachiho
5403 Takachiho (1990 DM) là một tiểu hành tinh vành đai chính được phát hiện ngày 20 tháng 2 năm 1990 bởi Kushida và Inoue ở Yatsugatake.